# ザフトの機動兵器
ザフトの機動兵器では、『機動戦士ガンダムSEED』を初めとする「C.E.（コズミック・イラ）」作品に登場する人型兵器モビルスーツ (MS) のうち、ザフト軍陣営の兵器について解説する。
なお本記事での「○○目」表記・分類は「機動戦士ガンダムSEED MSV開発系譜（ZAFT編）」にもとづく。

## 型式番号
各機体の型式番号については、以下の用語の略称であると設定されている。
- ZGMF：Zero - Gravity Maneuver Fighter
- AMA：Aerial Maneuver Attacker
- AMF：Aerial Maneuver Fighter
- UMF：Underwater  Maneuver Fighter
- TFA：Terrestrial Fighter Artillery
- TMF/A：Terrestrial Maneuver Fighter/Attacker
- SSO：Support/Special Operation

## ジン目
- YMF-01B プロトジン
  - ZGMF-1017 ジン
    - ZGMF-1017 ジン式典用装飾タイプ
    - ZGMF-1017AS ジンアサルト
    - ZGMF-1017M ジンハイマニューバ
      - ZGMF-1017M2 ジンハイマニューバ2型

    - ZGMF-LRR704B ジン長距離強行偵察複座型
    - ZGMF/TAR-X1 ジン戦術航空偵察タイプ
    - TMF/S-3 ジンオーカー
    - UWMF/S-1 ジンワスプ
      - UEMF/S-1 ジンワスプ改

## シグー目
- ZGMF-515 シグー
  - YFX-200 シグーディープアームズ

### ディン系
- AMF-101 ディン
  - AME-WAC01 早期警戒・空中指揮型ディン特殊電子戦仕様
  - AMF-101C AWACSディン
  - AMF-103A ディンレイヴン

#### バビ
『SEED DESTINY』より登場する空戦用MS。速度を生かした要撃戦や対地攻撃を得意とする航空攻撃型MSとする資料、ディンに代わる航空攻撃型MSであり、ディンよりも多数の重武装を持ちながら速度・運動性ともに維持しているとした資料、軍事技術の発展に伴い新たに開発された空中戦用MSであり、ディンで問題視された装甲面は強化され、ビーム・実弾双方で同機を凌駕する火力を積載。その一方で大出力スラスターも併せ持ち、ディンを凌駕する飛行能力によってセイバーにも劣らない一撃離脱戦法も可能とした資料が存在する。折り畳み式の主翼と大気圏内での空気抵抗を考慮したコーン状の頭部が特徴で、脚部を背後に折り畳んだモビルアーマー (MA) へ変形した際はより空中戦に適した能力を発揮する。
武装
MGX-2237アルドール 複相ビーム砲
胸部中央に内蔵された高出力ビーム砲。固定装備であるため射角は狭く、MS時は前方射撃、MA時は地上爆撃用に使用される。Aldol とはラテン語で「熱」の意。
MMI-GAU2436 22.5mm4銃身機関砲
片翼につき2基、計4基装備された機関砲。4つの砲口が剥き出し状態で搭載されている。迎撃用の砲。
12連装航空ミサイルランチャー
両翼上部に1基ずつ設置されたミサイルランチャー。拠点爆撃に使用される。
MA-M343 ビームライフル
右手に保持される中距離戦闘用ビームライフル。非使用時には航空ガンランチャーともども、両腰のハードポイントに接続可能。
MMI-M182 航空ガンランチャー
左手に保持される実弾火器。砲弾、ミサイル双方が発射可能となっている。発射機関はブルパップ方式を採用している。
作中の活躍
ザフトの地上作戦において、航空戦力として多数が投入される。フリーダム、デストロイ、 アカツキと交戦し、撃墜された。
オペレーション・フューリーでは先鋒として真っ先にオーブ領土に侵攻し、セイラン家を破壊した。
なお、『SEED DESTINY』のコミックボンボン版では、エンジェルダウン作戦にてアスラン・ザラが搭乗している。

## ゲイツ目
- ZGMF-600 ゲイツ
  - YFX-600R 火器運用試験型ゲイツ改
  - ZGMF-601R ゲイツR

## バクゥ目
- TMF/A-802 バクゥ
  - TMF/TR-2 バクゥ戦術偵察タイプ
  - TMF/A-802 P-Mod.W バクゥ バルトフェルド専用改修タイプ
  - TMF/A-802W2 ケルベロスバクゥハウンド
- TMF/A-803 ラゴゥ

## ザウート目

### ザウート
ザフトの陸戦用砲戦型MS。宇宙用の建設作業機である作業用機器から発展し、ジンとは異なる開発系統を持つ。C.E.70年3月15日、オペレーション・ウロボロス採決の折にプロパガンダの意味をも込め、世界に発表された。タンク形態への変形機構を持ち、砂漠などの環境で移動砲台としての機能を発揮する。また、タンク形態は砲撃時の安定性を高める効果を持つ。
しかし、MSとしての基本性能、特に機動性は低く、戦争緒戦においては機動性に優れたバクゥがより大きな戦果を挙げ、こちらが主力として君臨している。本機はザフト上層部の意向により、プラント内での自然環境保護の観点から運用試験が満足に得られないまま実戦投入が行われており、その開発中から時代遅れの機体であるとされた。一方、世界公表の折には犬型のバクゥよりも外観から高い火力が容易に想像できるザウートは、連合軍において脅威とみなされた。その後、実戦において両者の評価は逆転している。
しかしながら、装甲と火力は秀でるものがあり、緒戦においてはバクゥとの連携作戦における囮役として活躍したうえ、地上戦艦では砲台として活躍している。
そのほか、ギガフロート建設の際にはジャンク屋で作業用に改修され、クレーンなどを装備したものが活躍していた。
武装
2連キャノン砲
本機の主砲。砲弾をばらまく効果を持っている。
2連副砲
左腕部に備えた副砲。
機銃
胸部に4門設置される牽制用の砲であるが、正式呼称は不明。
ショートバレル重突撃機銃
ザウートの携行装備。主砲に比べて低威力であることから、その用途は対ミサイル防御や敵機牽制となる。
スモークディスチャージャー
頭部側面に設置される。

#### ガズウート
『SEED DESTINY』に登場。第二次ヤキン・ドゥーエ攻防戦後に製造された、ザウートの火力強化型。MSとしての汎用性を廃して移動砲台としての側面をより強化した機体。
『SEED DESTINY』第9話においてはローラシア級の船上に搭載される姿が見られた。
武装
フルカ 2連装ビーム砲
背部に2連装のものを2基装備。Furcaはラテン語でフォークの意味である。
MMI-M19 14mm2連装近接防御機関砲
胸部に設置される。インフィニットジャスティスに装備されたMMI-M19Lと同系列の型式番号を持つが、詳細は不明。
MMI-M70トリウィム 3連装軽砲
両手のマニピュレーターに代わり装備された。Triviumはラテン語で三叉路の意味である。
ファルコーネSSM 地対地対艦ミサイル
両腕の側面に固定されたミサイル。Falconeはイタリア語でハヤブサの意味である。
制作エピソード
初期段階でのザウートの機体名にはボーグという仮称が用いられていた。企画の中には、『ガンダムSEED』放送時に宇宙用のザウートのアイデアとしてカズウートというものも候補に挙がっていたとされる。
デザインを担当した大河原邦男によれば、変形機構は『機動戦士ガンダムF91』に登場したガンタンクR-44から流用したものであり、四角いデザインだと連邦側の機体に見えるため、曲線を主体にしたという。

## グーン目

### グーン
設計はプラントのクラーク局が担当。ベースとなった機体はジンフェムウスである。C.E.70年3月15日、オペレーション・ウロボロスに合わせて公表された。
地表の7割を占める海での戦闘を踏まえて開発された機体であり、高い耐水性能を誇るほか、水中の抵抗を抑えるフォルムで設計されている。水中巡行形態を持ち、遠距離への移動や水中での高速航行では省エネルギーを兼ねて同形態をとる。また、ロレンツィーニ器官を模した高性能レーダー・周囲電位センサーを備える。機体としての主用途は敵潜水艦の撃破や、沿岸基地の破壊等であり、補給路の寸断で活躍した。
一方で、最大速度はあるものの、小回りは効かない。また、MS戦闘用には開発されていないために格闘専用の武器は装備されておらず、対MS戦は不得手としている。精密作業も想定していたため手にはマニピュレーターを有するが、利用頻度が低かったために後発の機体では格闘戦用のクローを装備している。
武装
533mm7連装魚雷発射管
両腕に1門ずつ装備している。ロケット推進式であり、水上以外での使用も可能になっている。
フォノンメーザー砲
水中でも使用可能な音波兵器であり、胸部に2門装備している。フォノンメーザー自体は見えないので、同軸発射されたレーザーで発射角を確認する。
47mm水中用ライフルダーツ発射管
巡航形態で使用される。近距離なら対空攻撃にも使用可能で、敵装甲に着弾後、内部から破壊する。
1030mm マーク70スーパーキャビテーティング魚雷
破壊力は高いが、それ故に使い勝手の難しい水中用装備。

劇中の活躍
『SEED』ではモラシム隊が運用して紅海洋上を航行中のアークエンジェルを襲撃、キラ・ヤマトの搭乗するストライクと交戦したが、ストライクのアーマーシュナイダーで損傷し水圧で圧壊して撃墜されたり、モラシㇺ隊の僚機ディンを撃墜されて落下した武器の重突撃銃を使用されて撃墜されたり、アークエンジェルがバレルロールしてバリアントを撃たれて撃破された機体もあった。
『DESTINY』では、インド洋での戦闘においてミネルバ隊のレイとルナマリアのザク２機が水中用バズーカ装備で出撃してさらに本機数機がアビスと交戦したが、最新型水中用ガンダムで性能では全く歯が立たず全機撃破されてしまい、母艦であるボズゴロフ級のニーラゴンゴも撃沈されてしまう。

制作エピソード
デザインを担当した大河原邦男は元々魚をモチーフにしたメカとしてデザインを提出したとしているが、潜水艦的な演出を行うため、監督である福田己津央のアイデアによって頭部カメラに手を加えたとしている。

#### ジンフェムウス
『SEED MSV』のジンの水中型バリエーションだが、「プロトグーン」の別名があり、分類もグーン目とされている。

#### グーン地中機動試験評価タイプ
『SEED MSV』『SEED ASTRAY』などに登場。グーンに地中潜航能力を付与した機体。（型式番号：UTA/TE-6）
周囲の土壌・岩盤を粉砕し、液状化させるスケイルモーターと制御・駆動用の光ファイバーがボディーに張り巡らされている。しかし地中用レーダーが近距離しか認識できず、地中潜行のためには事前の地質調査が必要なため、実用性に難を抱えている。それでも合計で3機が製造され、パナマ攻略戦へ実戦投入された。
『SEED ASTRAY』では評議会に委託された機体が登場、コロニー「メンデル」にてジョージ・グレンのDNAサンプルを捜索していたディラー・ロッホに貸与される。試作型のため信頼性は高くなく、スケイルモーターの振動による影響でセンサーが故障してしまい、ジャンク屋組合経由でプラントからの依頼を受けたロウ達によって修復された。

#### ジオグーン
『SEED DESTINY』の時代における地中機動試験評価タイプの量産型。（型式番号：UTA/TE-6P）
アニメーション『機動戦士ガンダムSEED DESTINY』第40話～43話のオーブ侵攻戦にて海中より投入し、ロード・ジブリールの捕縛を目指した。ウナト・エマ・セイラン以下、オーブ行政執行部とその家族の居るシェルターやオーブ国防本部へ突入したが、地上へ出現してM1アストレイをフォノンメーザー砲で撃破した瞬間にカガリ・ユラ・アスハが搭乗するオオワシアカツキのビームサーベルで撃破された。
『DESTINY MSV戦記』ではタキト・ハヤ・オシダリが操縦していたNダガーNによって撃破された。

### ゾノ
グーンの後継機として、クラーク設計局によって開発された水陸両用MS。カオシュン宇宙港陥落とともにラゴゥやゲイツと同時に発表された。
機体としてはグーンの水中戦能力を引き継ぎつつ、陸上戦能力も強化されている。また、将来の連合の水中用機動兵器投入による対MS戦も見越した、格闘能力も強化された。水中での航行性能・レーダーもグーンから改良され、水流性能に優れた円盤状の上半身と、対水圧に優れた重装甲を併せ持つ。水中巡行形態への移行時間もグーンから短縮されており、水中においては高い機動性を発揮する。
武装
533mm6連装魚雷発射管
グーンと同様の魚雷が装填されている。
フォノンメーザー砲
格闘戦での対応力を高めるため、クローの掌部に設置される。敵を至近距離で撃ち抜く運用も可能。
近接戦闘用クロー
鋭利になっており、これによって敵機を捕らえるほか、機体のパワーによって引き裂くことも可能である。
作中の活躍
マルコ・モラシムが搭乗し、キラ・ヤマトのストライクと交戦したが、撃破されてモラシムも戦死した。
ヘブンスベース攻防戦においては、序盤ではフォビドゥンヴォーテクスによって撃破されていたが、その後に戦局が上向いてからはグーンやアッシュなどとの連携攻撃で逆にそれらを撃破していた。

### アッシュ
『SEED DESTINY』に登場。グーンやゾノの延長戦上にあたる機体で、特殊支援MSに分類される。前駆の機体に比べ腕部・脚部の可動域に優れ、陸上で高い運動性を発揮する。また、水陸両用の特性を生かし、主力部隊のほか、要人暗殺等を行う特殊部隊にも配備された。水中ではMA形態に変形する事で高速移動も可能であり、拠点急襲や湾岸基地への攻撃も行う。
武装
GMF22SX 試製推進器複合型多目的ミサイルランチャー
目的に応じて魚雷やミサイル等を装填可能。推進器も備える。
MA-M1217R 高エネルギービーム砲
肩部装甲に装備。主にMA形態用の兵装であるが、MS形態でも使用可能である。
PJP3式 2連装フォノンメーザー砲
モノアイレール内側に装備する。
M47 23mm2連装機関砲
両腕部に装備する牽制用の機関砲。
MX-RQB505 ビームクロー
両腕部に装備。格闘戦用のクローであり、爪部も実体刃として使用できる。

劇中の活躍
ヨップ・フォン・アラファス率いる特殊部隊がラクス・クラインの暗殺作戦にて使用したが、その際の機体は迎撃に出たキラ・ヤマトのフリーダムによって全機とも戦闘不能にされ、機密保持のためにパイロット諸共自爆した。
ヘブンズベース攻防戦では、フォビドゥンヴォーテクスなどを撃破した。
ザフトによるオーブ侵攻戦では、上陸作戦の支援には貢献するものの、オーブやクライン派のMSに撃破されていた。

## ZAFTガンダム目

### ファーストステージシリーズ
パトリック・ザラの主導によって開発された「ZGMF-Xシリーズ」を指すMS群。ニュートロンジャマーキャンセラーを搭載したことによる核エネルギーで稼動するのが最大の特徴で、奪取したG兵器からもたらされたフェイズシフト装甲の半永久的な展開が可能となった他、高出力かつ破壊力のあるビーム兵器の運用も可能となった。
専用のモビルスーツ・ネオ・オペレーション・システム「Generation Unsubdued Nuclear Drive Assault Module Complex」を搭載しており、ザフトガンダムとも呼ばれる。機体ナンバーの番号はジンから数えたザフトMSの開発順で割り当てている。また、頭部各所にイタリア数字が記されている機体があるが、これはザフト初のMS開発者が「ジャン・カルロ・マニアーニ」というイタリア系コーディネイターであったことに由来する。なお、後年のシリーズと区別するためにX000AからX13Aは「ファーストステージ（シリーズ）」とも通称される。
ストライクフリーダムとインフィニットジャスティスはC.E.73年 - 74年の戦乱で活躍した機体だが、前者の設計は古く、C.E.71年にフリーダムの姉妹機として開発が行われていた機体である。後者はザフト統合設計局に存在した基礎設計をベースとしており、それらのデータや未完成試作機をクライン派が奪取し、セカンドステージシリーズ、ハイパーデュートリオン、ヴォワチュール・リュミエール、ドラグーン・システムの技術までをも投入して独自開発後に完成した機体である。なお、型式番号はファーストステージ当時の連番のままだが、デスティニーやレジェンドといったサードステージと同等以上の戦闘力を有するMSとなる。
- YMF-X000A ドレッドノート
  - ZGMF-X09A ジャスティス
  - ZGMF-X10A フリーダム
  - ZGMF-X11A リジェネレイト
  - ZGMF-X12A テスタメント
    - ZGMF-X12(D) ガンダムアストレイ アウトフレーム

  - ZGMF-X13A プロヴィデンス
  - ZGMF-X19A インフィニットジャスティス
  - ZGMF-X20A ストライクフリーダム

### セカンドステージシリーズ
セカンドステージ以降は、おもにC.E.73年代においてギルバート・デュランダルの主導によって開発されたシリーズで、ユニウス条約で禁止されたNジャマーキャンセラーに代わる新技術のデュートリオンビーム送電システムによって稼動する。ファーストステージの基本性能を受け継ぎ、さらに国家ごとにMSの保有機数制限が布かれたことに端を発する可変モデルとして設計されており、MS形態とMA形態の変形（合体）機構を有しているのも特徴となっている。また、装甲はPS装甲の改良型であるヴァリアブルフェイズシフト装甲が通例となった。搭載している専用OSは「Generation Unrestricted Network Drive Assault Module Weaponry」。セカンドステージシリーズのインパルス、セイバー、カオス、アビス、ガイアの5機はコンセプトナンバーによって機体タイプを識別できるのも特色のひとつで、5のインパルスは換装タイプ、2のセイバー、カオスは航空機タイプ、3のアビスは水中戦型、8のガイアは陸戦とそれぞれの特化した機能を現している。
- ZGMF-X31S アビス
- ZGMF-X23S セイバー
  - ZGMF-YX21R プロトセイバー
- ZGMF-X24S カオス
  - XMF-P192P プロトカオス
- ZGMF-X56S インパルス
- ZGMF-X88S ガイア

### サードステージシリーズ
デスティニーとレジェンドは当時の世界情勢によって表向きセカンドステージとされていただけで、実質的にはサードステージかそれ以上を見越して開発された機体となる。核エンジンとデュートリオンビーム送電システムをハイブリッドさせた「ハイパーデュートリオン」を採用しているほか、X42S側にはヴォワチュール・リュミエールシステムの近縁型スラスターとミラージュコロイド技術による光学分身機構を、X666S側には技術革新によって性能を落とすことなく簡略化に成功した第2世代型のドラグーン・システムをそれぞれ有している。搭載している専用OSは「Gunnery United Nuclear - Deuterion Advanced Maneuver SYSTEM」。
- ZGMF-X42S デスティニー
- ZGMF-X666S レジェンド

## ニューミレニアムシリーズ
ユニウス条約の締結後に開発されたザフトの制式量産モデル。
このうちザクはNジャマーキャンセラーを搭載した核動力MSの量産化をコンセプトにしたX999Aがヤキン・ドゥーエ攻防戦直後にロールアウトしていた、ユニウス条約によってNジャマーキャンセラーの軍事利用が禁止されたことから、バッテリー仕様へと変更された。同時にMSの保有台数が制限されたため、局地戦向け専用機の役割を単機で担える多用途性を兼備させるべく装備換装機構を導入しており、1000ザクウォーリアと1001ザクファントムではウィザードシステムによってこれに対応している。その一方で、X2000（2000）グフイグナイテッドは四肢換装機構によってそのコンセプトを体現している。なお、ZGMF-XX09T ドムトルーパー（オリジナル仕様）もまたコンペティションに提出された機体であるが、胸部武装のスクリーミングニンバスがユニウス条約に抵触する恐れがあったことと、ホバリング移動機構が不評だったことから採用が見送られている。のちに開発者の意向からサードステージでの復活を願いTの型式番号を与えられるが、ザフト正規のデータベースからは抹消されている。
- ZGMF-X999A ザク量産試作型
  - ZGMF-1000 ザクウォーリア
    - ZGM-1000/R4 コマンドザクCCI
    - ZGMF-X101S ザクスプレンダー
    - ZGMF-X3000Q プロヴィデンスザク

  - ZGMF-1001 ザクファントム
- ZGMF-X2000 グフイグナイテッド
  - ZGMF-2000 グフイグナイテッド（制式量産機）
  - ZGMF-X2000CQGB&S グフクラッシャー
  - ZGMF-X2000G2 グフギャラクティカ
- ZGMF-XX09T ドムトルーパー（オリジナル仕様）

## コンパス所属機
C.E.75年を舞台とするアニメ映画『機動戦士ガンダムSEED FREEDOM』に登場。世界平和監視機構「コンパス」に試験的に供給された機体群で、それぞれザクやグフから発展したニューミレニアムシリーズの後継機とされる。どちらの機体もウィザードシステムの上位互換に相当するバックパック換装システムを有し、「ボレロ」と呼ばれる新型バックパックを装着する。
- ZGMF-2025/F ゲルググメナース
- ZGMF-2027/A ギャンシュトローム